# Кобозев, Виктор Алексеевич
Виктор Алексеевич Кобозев (род. 8 мая 2004, Москва) — российский хоккеист, вратарь.

## Биография
На детско-юношеском уровне выступал за московские команды «Северная звезда» (2015—2018) и «Сибирь» (2018) и за «Орбиту» (Зеленоград, 2018—2021). Перед сезоном 2021/22 перешёл в систему команды КХЛ «Амур» Хабаровск, стал играть за «Амурских тигров» в МХЛ — три матча в первом сезоне, два — во втором, 31 — в третьем. 18 ноября 2024 года в гостевой игре против СКА (3:6) дебютировал в КХЛ — вышел в стартовом составе и был заменён в середине матча при счёте 1:4.